# Caccia alle streghe nella Signoria della Mirandola
La caccia alle streghe nella Signoria della Mirandola fu una serie di processi per stregoneria che dal 1522 al 1525 si verificarono a Mirandola, all'epoca governata da Giovanni Francesco II Pico della Mirandola, e che portarono all'uccisione di dieci persone (sette uomini e tre donne), arse vive sul rogo allestito sulla piazza principale della città-fortezza emiliana.
A seguito di tali processi, Gianfrancesco Pico scrisse il Libro detto strega o delle illusioni del demonio (Strix, sive de ludificatione daemonum), opera rinascimentale molto conosciuta e tradotta anche in più edizioni in lingua italiana, considerata il primo vero trattato di demonologia pubblicato in lingua volgare.

## Storia

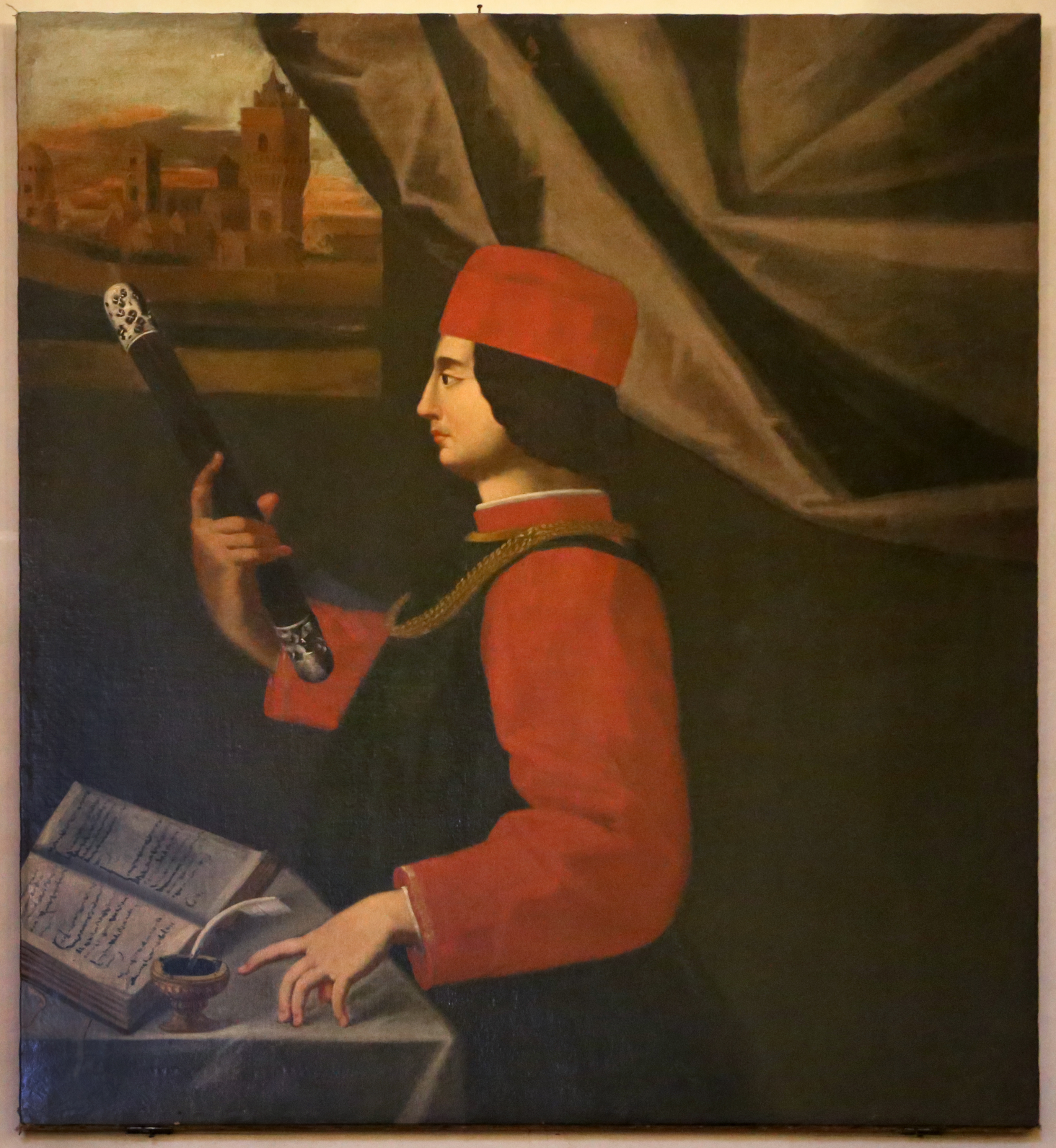
Ritratto di Giovanfrancesco Pico della Mirandola (Palazzo ducale di Mantova)

### Contesto storico
La caccia alle streghe di Mirandola si inserisce all'interno di un periodo storico dominato da un'incessante serie di scontri e guerre per il dominio della città-fortezza di Mirandola, rivendicato dagli antagonisti rami della famiglia Pico rappresentati da Giovanni Francesco II Pico della Mirandola contro la cognata Francesca Trivulzio, moglie di Ludovico I Pico e matrigna-reggente di Galeotto II Pico.
Già subito dopo l'assedio della Mirandola del 1502, che aveva portato all'esilio di Gianfrancesco II Pico, per ordine del nuovo Signore Ludovico I Pico venne bruciato vivo il frate fiorentino Pietro Bernardino (o Bernardo), accusato di eresia e sodomia per essere stato un seguace di Girolamo Savonarola e fondatore di una setta di "piagnoni" che lo avevano eletto come antipapa.
Dopo l'assedio della Mirandola del 1510-1511 da parte di papa Giulio II della Rovere contro Francesca Trivulzio, venne rimesso al potere Gianfrancesco II Pico, il quale continuò le manovre per eliminare i propri nemici e mantenere la Signoria della Mirandola: molti accusati di stregoneria furono infatti personaggi importanti del territorio di Concordia sulla Secchia (dove era alloggiata Francesca Trivulzio) o molto conosciuti dalla popolazione del mirandolese e dintorni, fra cui molti sacerdoti. Molti processi si conclusero con un'archiviazione (non apparet expeditio), spesso a seguito dell'atto di abiura dell'accusato; altre volte il procedimento venne interrotto a seguito della fuga dell'imputato, che venne poi nascosto e protetto dalla popolazione.
Nel 1524 Giovanna Carafa, moglie di Gianfrancesco II Pico e definita come "donna tirannicamente avara", fu accusata dai partigiani del nipote Galeotto II Pico di aver falsificato le monete d'oro (doppioni e ducati) coniate dalla zecca della Mirandola per rancori nei confronti del marito, ma essa incolpò lo zecchiere ebreo Santo di Bochali (mero esecutore delle volontà della sovrana) che venne fatto decapitare nella piazza principale da Giovanfrancesco II per salvare la reputazione della moglie.
Nel 1533 Gianfrancesco Pico venne infine ucciso dal nipote Galeotto II.

### I processi
L'inquisizione iniziò nel 1522 con l'arrivo dal frate domenicano Girolamo Armellini di Faenza, che aveva giurisdizione sulla diocesi di Reggio Emilia e che stava indagando su alcune voci che riportavano notizie di strani rituali notturni che si svolgevano nei contadi attraversati dal fiume Secchia, in particolar modo nella villa di Cividale vicino alla Mirandola. Secondo fra' Leandro Alberti, in questi sabba i partecipanti avrebbero praticato atti abominevoli, fra cui il cosiddetto "Gioco di Diana", che consisteva in scandalosi peccati di carne e gola oltre al disprezzo del Crocifisso e delle ostie consacrate.
Coadiuvato dal fiorentino Luca Bettini (vicario generale del Sant'Uffizio), l'inquisitore fra' Girolamo Armellini aprì un processo penale nei confronti di circa sessanta persone. Testimone nei processi fu anche il medico Giovanni Mainardi. Peraltro, l'inquisitore di Mantova rivendicò la giurisdizione della Mirandola nel proprio distretto, il che portò a uno scontro anche tra Gianfrancesco Pico ed il marchese di Mantova Federico II Gonzaga, rappresentato nella città della Concordia dal suo governatore Francesco Suardo.

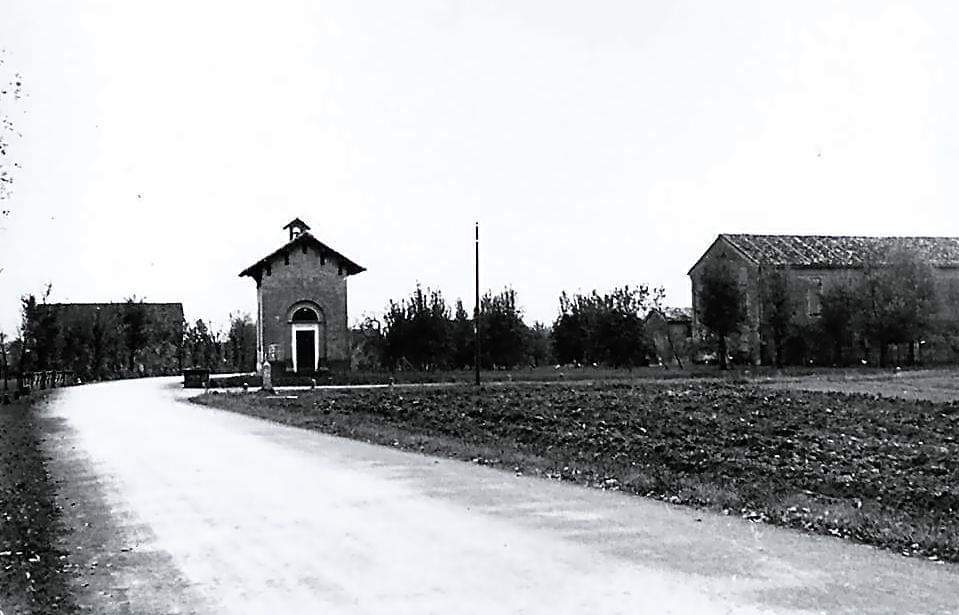
L'Oratorio della Madonna della Via di Mezzo (1950)

I processi e gli interrogatori, condotti anche con la tortura, si svolsero presso il convento domenicano situato presso l'attuale Oratorio della Madonna della via di Mezzo, tra le frazioni mirandolesi di San Giacomo Roncole e San Martino Carano, all'incrocio delle odierne via Mercadante e via Serafina.
Il 22 agosto 1522 venne dato al rogo il primo accusato, don Benedetto Berni, e la stessa sorte toccò l'anno successivo anche a Francesco da Carpi, Bernardina Frigieri, Maddalena Gatti, Camilla Gobetta del Borghetto, Andrea Merlotti e Marco Piva.
L'opinione pubblica mirandolese iniziò a criticare duramente queste condanne a morte, cosicché nel maggio 1523 Giovanni Francesco Pico dovette scrivere in fretta (in appena dieci giorni) e pubblicare a Bologna il dialogo in tre libri Strix, sive de ludificatione daemonum per giustificare l'uccisione degli accusati di stregoneria.

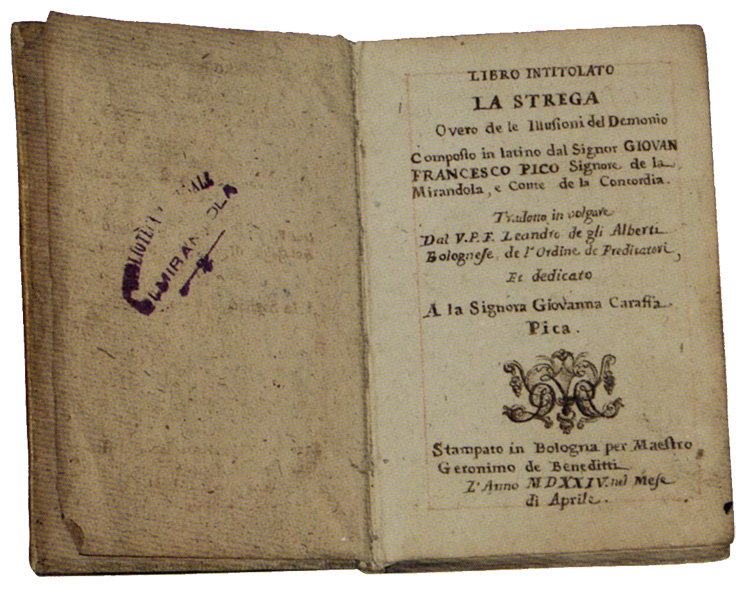
La Strega ovvero delle illusioni del demonio, tradotto in italiano da Leandro Alberti (1524)

Alla fine del 1523, altri tre arrestati (il notaio Giovan Pietro Colovati, Nicolò Ferrari di Mirandola e Aiolfo della Bernarda) riscirono a scappare a Modena, trovando rifugio presso il vescovo il vicario episcopale. L'inquisitore fra Girolamo Armellini si rivolse allora a papa Clemente VII, il quale il 18 gennaio 1524 incaricò Francesco Silvestri (inquisitore a Bologna) e Altobello Averoldi (vescovo di Pola e vice legato a Bologna) di catturare i fuggitivi, che infine vennero scovati ed arsi vivi nel 1525.
Nel frattempo, nel 1524 il dialogo scritto da Gianfrancesco Pico era stato tradotto nella lingua italiana volgare dal frate domenicano bolognese Leandro Alberti, il quale dedicò l'edizione a Giovanna Carafa, moglie del Signore della Mirandola. La traduzione dell'Alberti (riedita da Albano Biondi nel 1989) è registrata come il primo trattato di demonologia pubblicato in lingua volgare.
Nel 1555 l'opera venne nuovamente tradotta in italiano dall'abate Turino Turini. Questa edizione fu ripubblicata nel 1864 da G. Daelli nella collana Biblioteca rara.

## Vittime

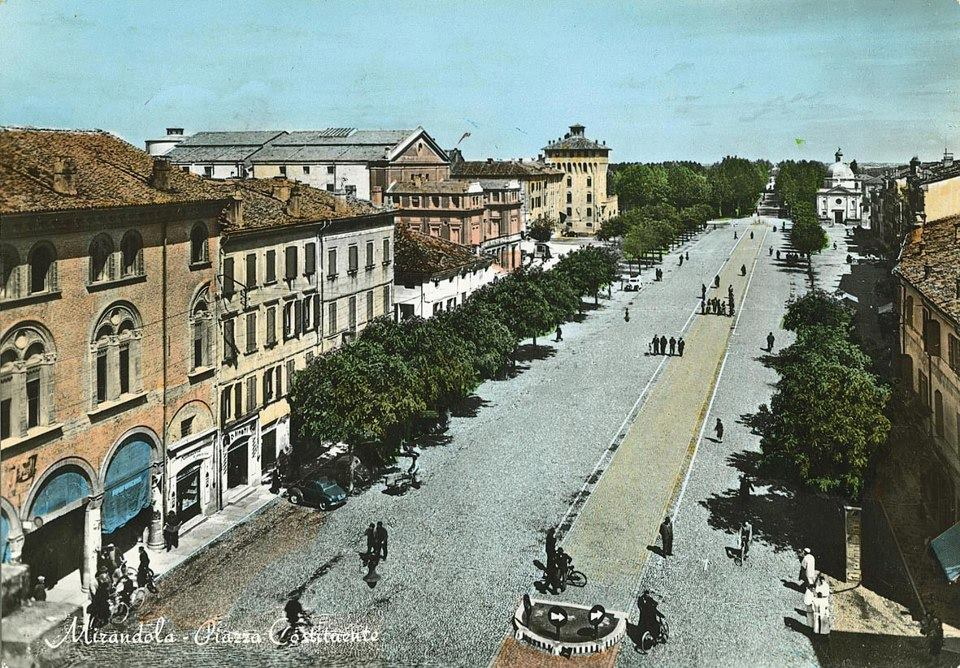
Piazza della Costituente

Le persone giudicate colpevoli di stregoneria e bruciate vive sulla piazza della Mirandola tra il 1522 e il 1525 furono:
1. don Benedetto Berni, sacerdote molto conosciuto nel castello della Mirandola ed accusato di somministrare le ostie consacrate ad una strega affinché se ne servisse nei suoi sortilegi[14];
2. Francesco da Carpi, di Cividale;
3. Bernardina Frigeria, di Cividale;
4. Camilla Gobeta, del Borghetto di Cividale;
5. Maddalena Gatti, di San Felice sul Panaro
6. Marco Piva, del castello della Comunaglia (attuale via Castello, tra San Martino Carano e San Possidonio);
7. Andrea Merlotti, detto il Piva Mantovano, di Fossa (Concordia sulla Secchia);
8. Aiolfo della Bernarda, del contado mirandolese;
9. Nicolò Ferrari, di Mirandola;
10. Giovan Pietro Colovati, di Mirandola.

Il rogo su cui vennero arsi vivi fu allestito al centro della piazza Grande (oggi chiamata piazza della Costituente), di fronte alla torre di San Ludovico del castello dei Pico.

## Altri processi
Dopo la grande caccia alle streghe del 1522-1525, si verificarono molti altri processi singoli per stregoneria (contro le donne) o blasfemia (contro gli uomini). In particolare, si ricordano i roghi dell'ebreo Guglielmo di Arezzo (1560) e del medico Pietro Capizi (1561), di Caterina Pivia di Concordia (1588), Cecilia Pollastri di Cividale (1598), Antonio Fedozzi (1599), Contina di Mortizzuolo (1616), Giulia e Caterina Montanari di Fossa (1616) e Ludovico Gigli di San Possidonio (1616).
A partire dal XVIII secolo, successivamente all'annessione di Mirandola al Ducato di Modena, sono documentati altri processi per magia e stregoneria (in questo caso anche nei confronti di uomini) e per eresia, dovuti soprattutto alla diffusione del luteranesimo importato in questo territorio dagli eserciti imperiali occupanti, oltre al fatto che molti di questi accusati erano anche collegati alla massoneria. Il tribunale dell'Inquisizione di Modena venne abolito il 6 settembre 1785 dal duca Ercole III d'Este.

## Nella cultura
In passato, prima della diffusione commerciale della figura di Babbo Natale, era molto sentita nel mirandolese la celebrazione dell'Epifania, chiamata in dialetto mirandolese La vécia (vecchia), che in un qualche modo richiama alla memoria i tempi bui della caccia alle streghe.
In particolare, vi era la tradizione che «allo scoccare della mezzanotte, nella notte dell'Epifania, il parroco di San Martino Carano, località che dista un chilometro dalla città in confine colla "Madonna della via di Mezzo", si portava al crocevia in piviale violaceo, munito di aspersorio e di acqua santa, per fugare le streghe dai confini della villa».
Nella cucina mirandolese è tuttora in uso la preparazione della tradizionale focaccia sottile a base di farina, lardo e strutto (diffusa anche la variante aromatizzata con l'aglio) denominata stria (strega), il cui nome deriverebbe dal fatto di essere infornata per prima per controllare la giusta temperatura del forno per poi cuocere le altre varietà di pane; secondo altra tradizione la doratura della stria rievocherebbe il colore giallognolo della dura pelle delle streghe.

## Filmografia
- Marta La Licata, Eccellentissima Strega: tre processi dell'Inquisizione, regia di Fedora Sasso, Rai Cultura, 2015.